# Ghost of a Chance
Ghost of a Chance er det andet studiealbum af det danske synthrock-band Turboweekend. Det blev udgivet den 23. marts 2009 på Mermaid Records. Førstesinglen "After Hours" udkom den 12. december 2008.
Albummet blev genudgivet den 7. juni 2010 i en Special Edition, der bl.a. indeholder en duet med Steffen Brandt fra tv·2, samt seks liveoptagelser fra bandets koncert i Vega den 15. april. I slutningen af januar 2011 blev albummet certificeret guld for 10.000 solgte eksemplarer.

## Spor

### Standard udgave
| #   | Titel                                   | Længde |
| --- | --------------------------------------- | ------ |
| 1.  | "Trouble Is"                            | 3:17   |
| 2.  | "Something or Nothing"                  | 4:26   |
| 3.  | "Sweet Jezebel"                         | 4:28   |
| 4.  | "Holiday"                               | 4:08   |
| 5.  | "Colors"                                | 4:43   |
| 6.  | "Up With the Smoke - Down With the Ash" | 4:50   |
| 7.  | "After Hours"                           | 4:28   |
| 8.  | "Erase Myself"                          | 3:01   |
| 9.  | "Your Body Free from Mine"              | 3:35   |
| 10. | "Good Morning Moon"                     | 4:02   |
| 11. | "Almost There"                          | 4:27   |

### Special Edition
| 1.  | "De brikker der aldrig faldt på plads" (featuring Steffen Brandt) | 4:24 |
| 2.  | "Holiday" (Live)                                                  | 4:25 |
| 3.  | "Wash Out" (Live)                                                 | 5:02 |
| 4.  | "Into You" (Live)                                                 | 6:13 |
| 5.  | "Trouble Is" (Live)                                               | 4:32 |
| 6.  | "After Hours" (Live)                                              | 4:45 |
| 7.  | "Up With the Smoke - Down With the Ash" (Live)                    | 7:47 |
| 8.  | "Trouble Is" (Joker Remix)                                        | 4:45 |
| 9.  | "Something or Nothing" (Acid Washed Remix)                        | 4:57 |
| 10. | "Sweet Jezebel" (Efterklang Remix)                                | 4:21 |
| 11. | "After Hours" (Troels Abrahamsen Remix)                           | 6:11 |
| 12. | "Trouble Is" (Tiësto Remix)                                       | 3:51 |

## Hitlisteplacering
| Hitliste (2010) | Højeste placering |
| --------------- | ----------------- |
| Danmark         | 19                |